# Sotillo del Rincón
Sotillo del Rincón – gmina w Hiszpanii, w prowincji Soria, w Kastylii i León, o powierzchni 60,54 km². W 2011 roku gmina liczyła 202 mieszkańców.